# Examen annuel coordonné en matière de défense
L’Examen annuel coordonné en matière de défense (EACD, aussi connu sous son acronyme anglais CARD, pour Coordinated Annual Review on Defence) est un processus d'examen des plans de défense des États membres de l'Union européenne pour aider à coordonner leur dépense et identifier les projets collaboratifs communs.